# فريدريك ريتشاردسون (رسام توضيحي)
فريدريك ريتشاردسون (بالإنجليزية: Frederick Richardson)‏ هو رسام توضيحي أمريكي، ولد في 1862 في شيكاغو في الولايات المتحدة، وتوفي في 15 يناير 1937 بسبب ذات الرئة.